# Rob Johnson (baseball)
Pour les articles homonymes, voir Rob Johnson.
Robert James Johnson (né le 22 juillet 1983 à Anaconda, Montana, États-Unis) est un receveur de baseball qui évolue dans les Ligues majeures de 2007 à 2013.

## Carrière

### Mariners de Seattle
Joueur des Cougars de l'université de Houston, Rob Johnson est repêché en quatrième ronde par les Mariners de Seattle en 2004. Il fait ses débuts dans les majeures avec ce club le 4 septembre 2007. Il obtient son premier coup sûr au plus haut niveau le 26 septembre, contre un lanceur des Indians de Cleveland, Fausto Carmona.
En uniforme pour six parties des Mariners à la fin de la saison 2007, Johnson est rappelé des ligues mineures pour 14 parties en 2008, mais ne frappe que pour ,129 de moyenne au bâton pour Seattle durant cette période. Il claque son premier circuit dans les majeures le 26 septembre, aux dépens de Sean Gallagher des A's d'Oakland.
En 2009, Johnson devient le principal receveur des Mariners et est derrière le marbre pour 80 parties. Il établit des records personnels en une année de 55 coups sûrs et 27 points produits.
En 2010, sa moyenne au bâton ne s'élève qu'à ,191 en 61 parties pour Seattle. Les Mariners le rétrogradent en ligue mineure et l'envoie jouer pour les Rainiers de Tacoma, tandis que le poste de receveur est comblé par Adam Moore. L'embauche de l'agent libre Miguel Olivo durant l'entre-saison annonce le départ imminent de Johnson.

### Padres de San Diego
Rob Johnson est échangé aux Padres de San Diego le 21 décembre 2010. Il obtient 3 circuits et 16 points produits en 67 matchs pour San Diego en 2011 puis devient agent libre.

### Mets de New York
Le 22 décembre 2011, il signe un contrat des ligues mineures avec les Mets de New York. Après un premier séjour avec les Mets en mai 2012, Johnson est rétrogradé aux Bisons de Buffalo dans les ligues mineures mais rappelé pour le premier départ dans le baseball majeur de son coéquipier des Bisons Matt Harvey, le 26 juillet. Les Mets décident de garder les deux joueurs avec eux après cette première expérience concluante. Johnson frappe pour ,250 en 17 parties pour les Mets avec quatre points produits.

### Cardinals de Saint-Louis
Johnson signe un contrat avec les Cardinals de Saint-Louis le 13 novembre 2012. Il dispute 20 matchs pour les Cardinals en 2013, dont son dernier dans les majeures le 14 septembre 2013.

### Dernier essai avec San Diego
Au printemps 2014, Johnson se joint à son ancienne équipe, les Padres de San Diego, mais cette fois avec l'intention de poursuivre sa carrière comme lanceur. Cependant, des douleurs au coude coupent court à ses espoirs de réussir ce changement de carrière, et il annonce sa retraite sportive le 23 mai 2014. 